# 馬丁·倫加德·漢森
馬丁·倫加德·漢森（Martin Lundgaard Hansen，1972年10月11日—），是丹麥的羽球運動員。他以單打球員開始了自己的羽毛球生涯，並參加了1993年IBF世界錦標賽。但隨著歲月的流逝，他選擇了打雙打比賽。與拉爾斯·帕斯克合作，他們在1999年、2001年丹麥公開賽上成為男子雙打冠軍，2000年，他和帕斯克參加了奧運會。漢森的職業生涯亮點是他與延斯·埃里克森合作。這對組合贏得了2004年和2006年的全英羽毛球公開賽，並在歐洲錦標賽中獲得金牌，當時世界排名第一。
馬丁退休後，創立了自己的羽球品牌FZ FORZA，是市佔率最高的歐洲品牌。

## 主要比賽成績

### 奧運會和世錦賽參賽紀錄
|          | 搭檔          | 2004  |
| -------- | ------------- | ----- |
| 男子雙打 | 延斯·埃里克森 | 第4名 |